# Lion-devant-Dun
Lion-devant-Dun é uma comuna francesa na região administrativa de Grande Leste, no departamento de Meuse. Estende-se por uma área de 15,51 km². Em 2010 a comuna tinha 173 habitantes (densidade: 11,2 hab./km²).